# Río Turvo
El río Turvo es un río brasileño en el estado de Río Grande do Sul. Integra la Cuenca del Plata, nace en el municipio de Palmeira das Missões y desemboca en el río Uruguay, al norte de la localidad de Porto Soberbio.